# Düngelau
| \| Legende \| \| \| \| \| \| \| \| \| \| \| \| \| \| \| Bahnstrecke Hamburg-Altona–Kiel \| \| \| \| \| \| Spielplatz Flaßheide \| \| \| \| \| \| Flaßheide \| \| \| \| \| \| Wittenmoor \| \| \| \| \| \| Kronsaalsweg \| \| \| \| \| \| Rückhaltebecken \| \| \| \| \| \| Güterumgehungsbahn \| \| \| \| \| \| Kieler Straße \| \| \| \| \| \| Olloweg \| \| \| \| \| \| \| \| \| Mühlenau \| \| \| \| \| |  |  |                                 |  |
| Legende |  |  |                                 |  |
| |  |  |                                 |  |
| |  |  | Bahnstrecke Hamburg-Altona–Kiel |  |
| |  |  | Spielplatz Flaßheide            |  |
| |  |  | Flaßheide                       |  |
| |  |  | Wittenmoor                      |  |
| |  |  | Kronsaalsweg                    |  |
| |  |  | Rückhaltebecken                 |  |
| |  |  | Güterumgehungsbahn              |  |
| |  |  | Kieler Straße                   |  |
| |  |  | Olloweg                         |  |
| |  |  |                                 |  |
| Mühlenau |  |  |                                 |  |

Die Düngelau ist ein etwa 2,0 Kilometer langer Bach in Hamburg-Stellingen und Hamburg-Eidelstedt.

## Geschichtliches

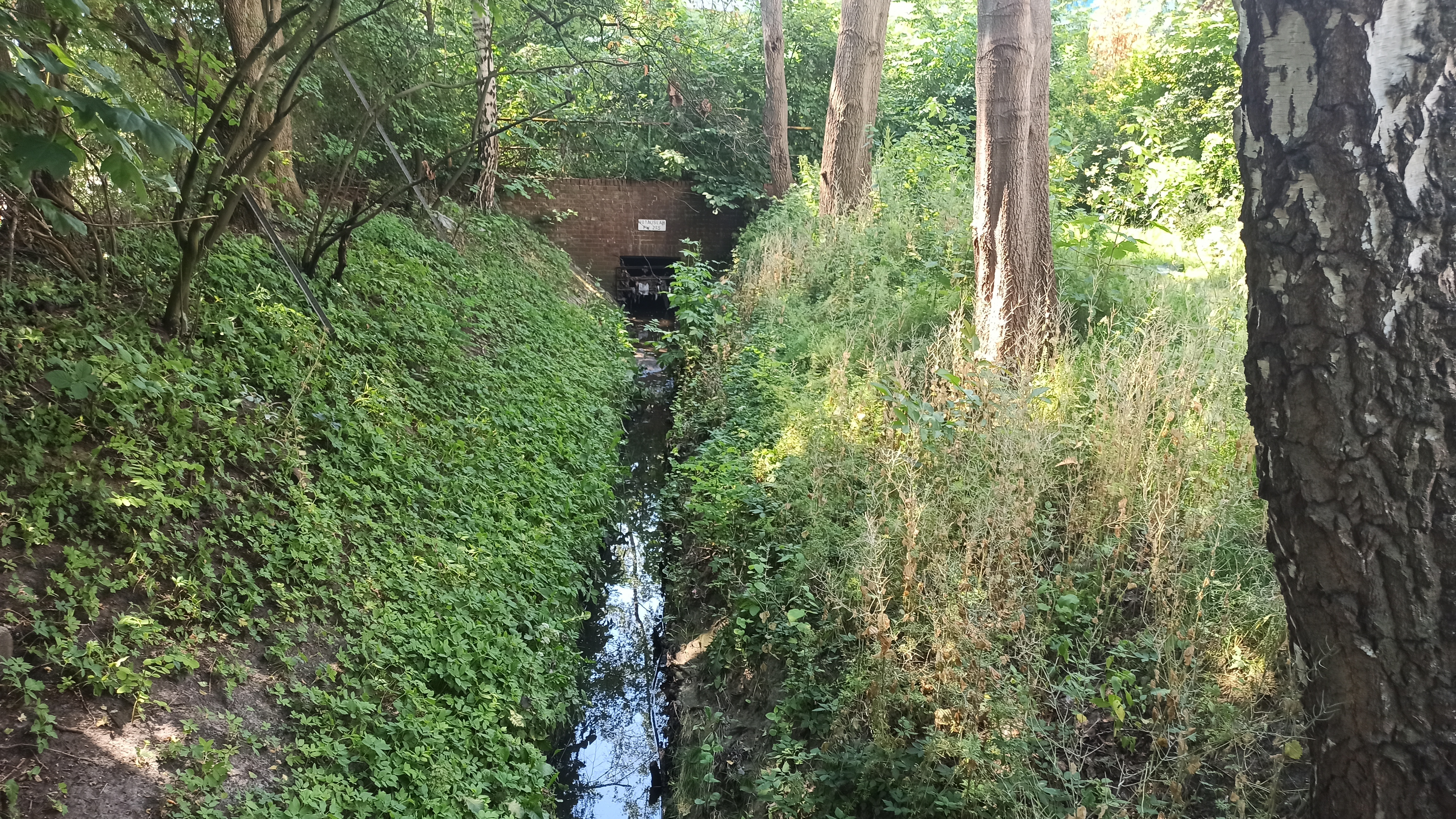
Austritt der Düngelau östlich der Bahnlinie Hamburg-Altona–Kiel

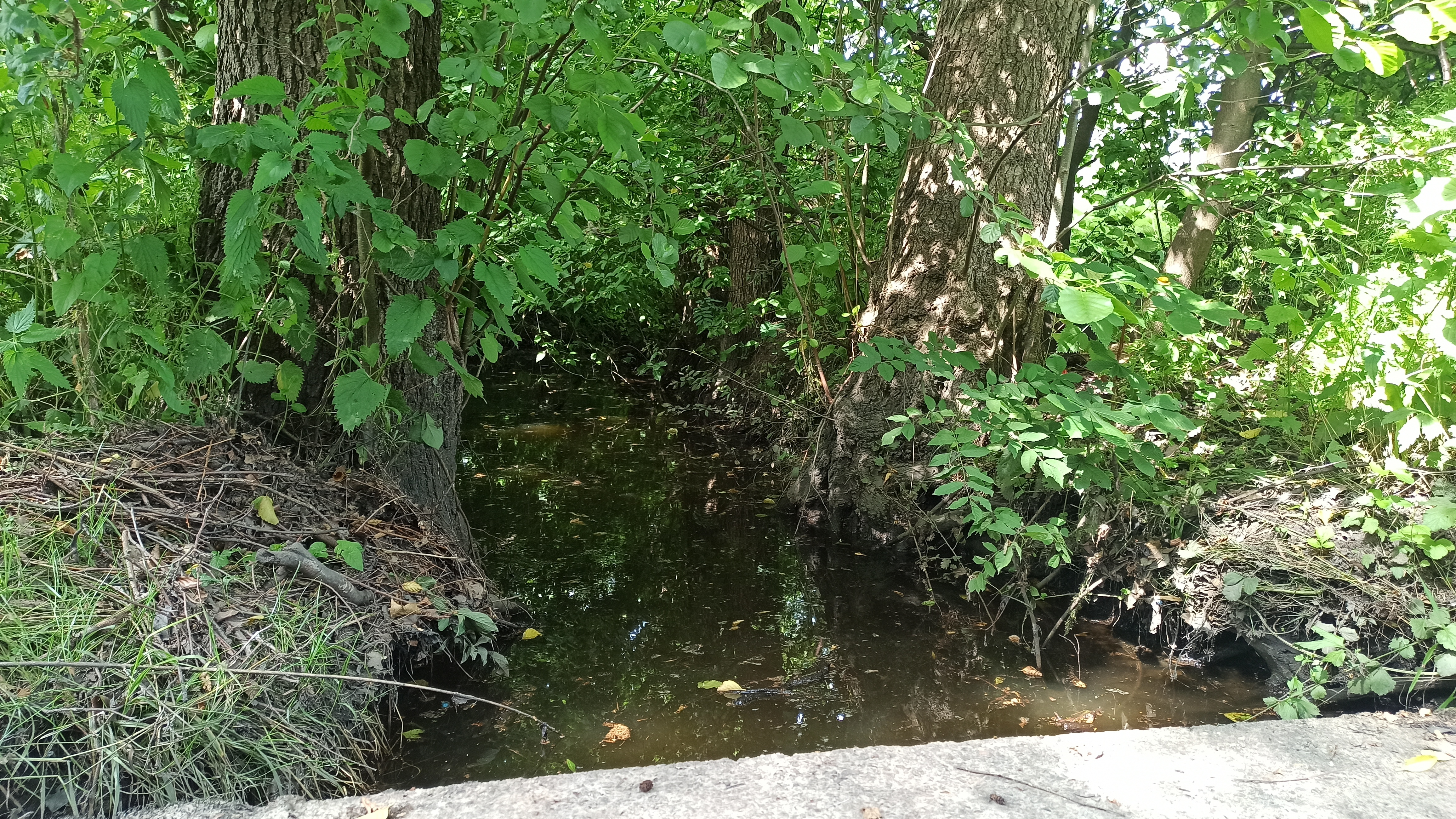
Mündung der Düngelau in die Mühlenau

Der Name der Düngelau entwickelte sich aus der vorherigen Bezeichnung Dünkel-Au. Im Einzugsgebiet liegt auch der aus einem Flurnamen abgeleitete Straßenname Düngelskamp.
Die Düngelau war bis zur Eingemeindung Eidelstedts nach Altona lange Zeit der Grenzbach zwischen Eidelstedt und Stellingen. Sie ist bereits auf einer Karte aus dem 19. Jahrhundert erkennbar und begann damals als offener Feldentwässerungsgraben.
Heute entspringt die Düngelau einem Doppelauslass unmittelbar links neben der Bushaltestelle S Stellingen (Lederstraße), entwässert aber noch immer dasselbe Flurstück, auf welchem sich inzwischen der Sielbezirk West der Hamburger Stadtentwässerung befindet.

## Verlauf
Bevor das Wasser der Düngelau nahe ihrer Quelle in nordöstlicher Richtung die Bahnstrecke Hamburg-Altona–Kiel passiert, durchfließt es ein begrüntes Rückhaltebecken an dessen Nordrand, nimmt von links die Regenentwässerung eines westlich gelegenen Grundstücks auf und ergießt sich schließlich in ein kleineres Absetzbecken, wo ein weiterer Regenwasserzufluss aus dem Gewerbegebiet Lederstraße hinzustößt.
Nur wenig hinter der Bahnunterquerung erfolgt von rechts und Süden ein Zufluss aus dem Überlauf des Rückhaltebeckens Rohlfsweg. Nordwestlich des Kronsaalswegs wird die Düngelau selber zu einem Rückhaltebecken aufgestaut. Westlich der Kieler Straße durchfließt sie den Sola-Bona-Park und begrenzt als Knickgraben im Südwesten schließlich die Eidelstedter Feldmark.
Am Ende ihres Verlaufs mündet die Düngelau zwar hydrologisch in die Mühlenau – orologisch tritt jedoch die wasserärmere Mühlenau in das deutlich ausgeprägtere Düngelautal ein. Im Umfeld der Mündung erfolgen zudem drei weitere signifikante Zuflüsse aus verschiedenen Rückhaltebecken – einer davon verrohrt und einer offen, aber ausbetoniert.